# Конон де Бетюн
Конон Бетюнский (фр. Conon de Béthune, ок. 1150 Артуа — 17 декабря 1205 или 1223 Константинополь или Адрианополь) — французский трувер, участник крестовых походов, регент Латинской империи в 1216—1217 и 1219—1220 гг.
Был седьмым ребенком и шестым сыном из десяти детей Роберта V Рыжего (1115-1192), сеньора Бетюна, и Аделаиды де Сен-Поль (1182). Младший брат Бодуэна Бетюнского (1212), графа д'Омаль, вассала и соратника Генриха II Английского и Ричарда Львиное Сердце. Через свою бабку был связан родством с графами де Эно. Согласно одному из его произведений, впервые выступил как певец при французском дворе по случаю бракосочетания Филиппа II Августа с Изабеллой де Эно в 1180, и исполнял свои песни перед сестрой короля Марией Шампанской, известной ценительницей куртуазной поэзии. Тогда его песни не пришлись по вкусу ни королеве-матери Алисе Шампанской, ни королю, который открыто посмеялся над артезианским диалектом певца. Конон, однако, рассчитывал добиться признания не столько от парижан, сколько от принцессы Изабеллы, для которой его язык был родным.
Принимал участие в третьем крестовом походе, в 1202 снова принял крест для участия в четвертом. Сопровождал Бодуэна Фландрского и был его глашатаем. За своё красноречие, рассудительность и рыцарственность удостоился похвалы Жоффруа де Виллардуэна. После взятия Константинополя получил титул севастократора и был одним из крупнейших деятелей Латинской империи при императорах Бодуэне I и Генрихе Фландрском. После смерти в 1216 императора Генриха был регентом до прибытия в Константинополь императрицы Иоланты. После смерти  Иоланты де Куртене (1219) по решению баронов был вновь назначен регентом до приезда в Константинополь наследника покойной императрицы. С этой целью отправил посольство во Францию к маркизу Филиппу де Куртене, старшему сыну Иоланты, с предложением занять престол Латинской империи. Филипп отказался в пользу своего младшего брата Роберта де Куртене. В 1220 престарелого Конона сменил на посту регента Иоанн Колона.
Обучался поэтическому искусству у известного в то время трувера Гуйона д'Уази. Сохранилось 14 песен, приписываемых Конону, однако, авторство четырёх из них сомнительно. Из тех десяти, что достоверно атрибутированы, большая часть представляет собой коротенькие поэмы о любви, две — более длинные — песни о крестовых походах, воспевающие рыцаря, покинувшего все, что было ему мило, ради истинной цели.
Также у него есть сатира, направленная против тех, кто присваивает средства, собранные на крестовый поход.